# Független és azonos eloszlású véletlenszerű változók
A valószínűségszámításban és a statisztikában a véletlen, azaz random változók függetlenek és azonos eloszlásúak, ha minden véletlen változónak ugyanaz a valószínűség-eloszlása és egymástól teljesen függetlenek. (Az azonos eloszlás & függetlenség angol rövidítése IID vagy ID, azaz Independent & Identically Distributed.)
Azonos eloszlású független változókat nagyon gyakran feltételeznek a statisztikai mintákban, mert ilyen módon könnyebb statisztikai következtetéseket levonni belőlük. Ezzel egyszerűsíteni kívánják a statisztikai módszerek mögötti matematikai metódusokat.Azonban a statisztikai modellezés gyakorlati alkalmazásaiban a hipotézis nem mindig realisztikus. Annak tesztelésére, hogy egy adott adathalmazra a hipotézis mennyire valószerű, autokorreláció, lag vizualizáció (lag plot), illetve fordulópont teszt (turning point test) elvégzése ajánlott. Azonban gyakran elegendő a kicserélhető véletlen változók általánosítása.
A hipotézis fontos a klasszikus centrális határeloszlás-tételben (central limit theorem), amely kimondja, hogy a független és azonos eloszlású random változók valószínűség szerinti eloszlásának összege vagy átlaga normál eloszlású kell legyen megadott szórás esetén.
Gyakori az azonos eloszlású független változók megjelenése random változók szekvenciáiban. Ez esetben az azonos eloszlás és a függetlenség azt jelenti, hogy egy elem független a sorban előtte következő elemektől. Ennek következtében egy azonos eloszlású független változókból álló sor vagy lánc különbözni fog a Markov- lánctól, ahol az n-edik random változó valószínűségi eloszlása a szekvenciában lévő korábbi véletlen változó függvénye (az elsőrendű Markov szekvenciában). Az IID-szekvencia nem jelenti azt, hogy a minta térnek minden elemére vagy az eseménytérre vonatkozó valószínűségeknek azonosnak kell lenniük. Például egy cinkelt kocka ismételt eldobása olyan sorrendet eredményez, amely IID - annak ellenére, hogy a dobások eredménye nem a véletlen műve.

## Definíció
A véletlen változókat úgy definiáljuk, hogy azok az alábbi helyről vegyenek fel értékeket:
Két random változó azonos eloszlású, ha {\displaystyle P[x\geq X]=P[x\geq Y],\forall x\in II}
Két random változó akkor független egymástól, ha {\displaystyle P[y\geq Y]=P[y\geq Y\mid x\geq X]\land P[x\geq X]=P[x\geq X\mid y\geq Y]\forall x,y,\in \amalg }

## Példák

### Használata a modellezésben
A következőkben példákat mutatunk az IID alkalmazására véletlenszerű változók esetében:
- A rulettkerék tisztességes vagy cinkelt pörgetéseinek sorrendje IID. Ennek egyik következménye az, hogy ha a rulettlabda 20-szor egymás után "pirosra" kerül, akkor annak a valószínűsége, hogy a 21. pörgetés "fekete" lesz nem nő és nem is csökken (ez a Szerencsejátékosok tévedése).
- A tisztességes és a cinkelt kocka dobásainak sorozata IID.
- A tisztességes és a cinkelt pénzérme dobásainak sorozata IID.
- A jelfeldolgozás és a képfeldolgozás során az IID-re történő átalakításnak 2 részfolyamata van (az ID - azaz az azonos eloszlás rész és az I- azaz független rész)
  - (ID) a jelszintet ki kell egyensúlyozni az idő tengelyen
  - (I) a jelspektrumnak laposnak kell lennie, vagyis szűréssel (például dekonvolúcióval) áttranszformáljuk fehér jelre (ahol minden gyakoriság egyformán van jelen).

### Használata következtetések esetében
- Az egyik legegyszerűbb statisztikai vizsgálat a z-teszt, amelyet arra használunk, hogy véletlen változók átlagaival kapcsolatban vizsgáljunk meg hipotéziseket.
A z-teszt használatakor feltételezzük, hogy minden megfigyelés IID, hogy teljesüljön a centrális határeloszlás-tétele.

## Általánosítás
Számos eredmény amely egy szigorúbb hipotézis esetében is bizonyítottan követi az IID-t ugyanúgy igaznak bizonyul egy gyengébb eloszlással kapcsolatos hipotézis esetében is. 

### Felcserélhető véletlen változók
A legalapvetőbb fogalom, amely meghatározza az IID értékek fő tulajdonságait a felcserélhető véletlenszerű változó, amely Bruno de Finettihez köthető. Felcserélhetőség alatt azt értjük, hogy a változók ugyan függetlenek, de a későbbi értékek a korábbiakhoz hasonlóan viselkednek - így bármilyen értéke egy véges sorozatnak hasonlít bármely értéke permutációjához - a közös valószínűség eloszlása a szimmetrikus csoport állandója.
Így egy jól használható általánosítást kapunk - például a mintavételezés az elemek cseréje nélkül nem független, de felcserélhető - ez széles körben használatos a bayesi statisztikában.

### Lévy-folyamat
A sztochasztikus analízisben az IID-változókat diszkrét idő Lévy-folyamatként tartják számon: minden egyes változó meghatározza, hogy mennyit változott egyik időről a másikra. Például egy Wiener-folyamat Bernoulli-folyamatként értelmezhető. Egy ilyen meghatározza, hogy tartalmazzon folyamatos idejű Lévy-folyamatot, és a legtöbb Lévy-folyamat az IID-változók határértékeiként jelennek meg - például a Wiener-folyamat a Bernoulli-folyamat határértéke. 

## Fehér zaj
A fehér zaj egy egyszerű példája az IID-nek.

## Fordítás
Ez a szócikk részben vagy egészben  az   Independent and identically distributed random variables című angol Wikipédia-szócikk ezen változatának fordításán alapul.  Az eredeti cikk szerkesztőit annak laptörténete sorolja fel. Ez a jelzés csupán a megfogalmazás eredetét és a szerzői jogokat jelzi, nem szolgál a cikkben szereplő információk forrásmegjelöléseként.